# Екатеринославский 1-й лейб-гренадерский полк
1-й лейб-гренадерский Екатеринославский Императора Александра II полк — пехотная (гренадерская) часть Русской императорской армии. В 1861 — 1918 полк входил в состав 1-й гренадерской дивизии.
- Старшинство — 30 марта 1756 г.
- Полковой праздник — 6 августа.

## История
- 30 марта 1756 — из гренадерских рот Самогитского, Рязанского, Низовского, Выборгского, Псковского, Бутырского, Шлиссельбургского, 2-го Московского, Троицкого и Апшеронского пехотных полков сформирован в Риге как 3-й гренадерский полк.
- 13 марта 1762 — преобразован в мушкетёрский полк.
- 25 апреля 1762 — мушкетёрский генерал-аншефа графа Румянцева полк.
- 5 июля 1762 — 3-й гренадерский полк.
- 14 января 1785 — Екатеринославский гренадерский полк.

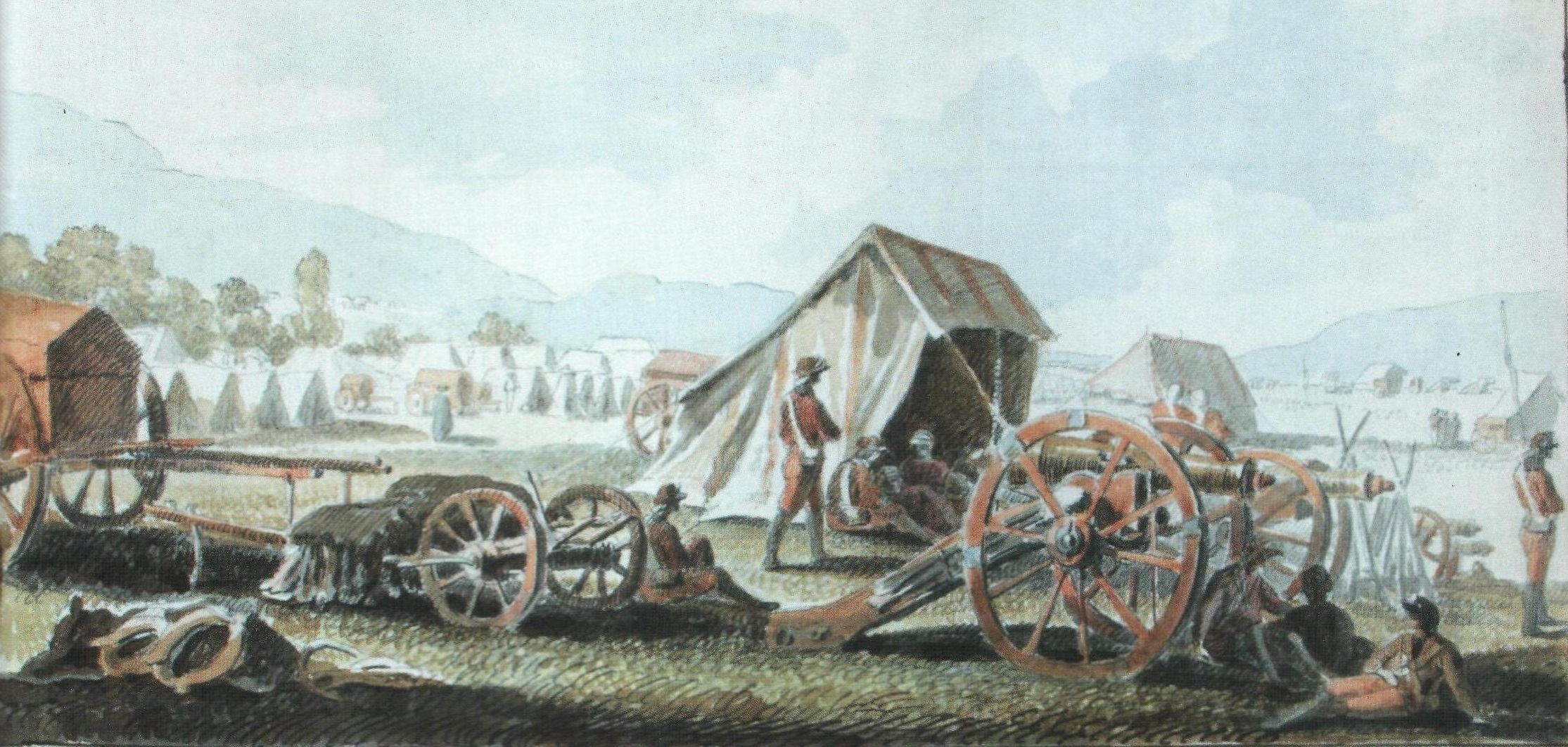
Русский военный лагерь у Карасубазара. 1783 год М. М. Иванов

- Русский военный лагерь у Карасубазара. 1783 год М. М. ИвановФрансиско Миранда, бывший в Крыму в свите Г. А. Потёмкина в январе 1787 года во время подготовки к Таврическому вояжу Екатерины II, писал: "В десять часов отправились в каретах с визитом (и обедать) к г-ну Андерсону — англичанину по происхождению, который имеет ботанический сад и управляет принадлежащим князю [Потёмкину] животноводческим хозяйством. Прибыли туда немногим позднее полудня, ибо расстояние составляет 27 верст. Проследовали через расположение Екатеринославского полка, расквартированного поблизости [нынешний Белогорский район] "[1].
- 8 сентября 1791 — присоединены Московский гренадерский и Свято-Николаевский гренадерский полки.Пиратский К. К. Барабанщик 1-го лейб-гренадерского Екатеринославского Его Величества полка. 1865 год.[2]

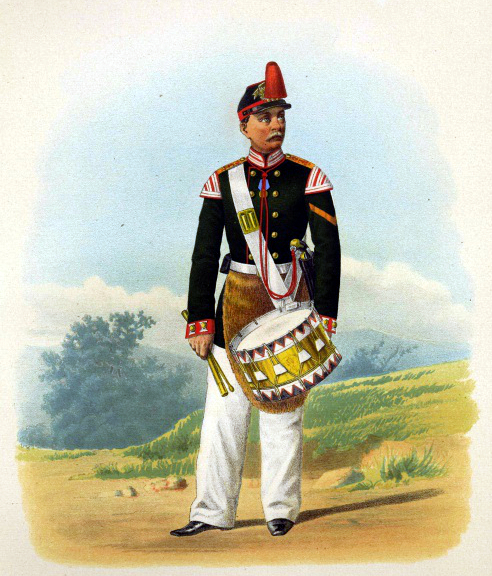
Пиратский К. К. Барабанщик 1-го лейб-гренадерского Екатеринославского Его Величества полка. 1865 год.

- 28 января 1792 — указ Военной коллегии о приведении Екатеринославского гренадерского полка из 10-батальонного состава в 4-батальонный
- 1796 — причислен к Литовской дивизии (инспекции).
- 1798 — причислен к Псковской инспекции.
- 11 января 1798 — Псковский гренадерский полк.
- 31 октября 1798 — гренадерский генерал-майора (с 11.07.1799 — генерал-лейтенанта) барона фон дер Остен-Сакена 1-го полк.
- 24 октября 1799 — гренадерский генерал-майора Палицына полк.
- 31 марта 1801 — Екатеринославский гренадерский полк.
- 1806 — причислен к 7-й дивизии.
- 24 августа 1812 — в составе 2-й бригады 1-й гренадерской дивизии генерал-майора П. А. Строганова.
- Октябрь 1814 — причислен ко 2-й гренадерской дивизии.
- 12 августа 1817 — полк назначен для Военного поселения в Новгородской губернии.
- 8 февраля 1824 — 2-й батальон полка поселён в части Старорусского уезда Новгородской губернии, который назван Округом военного поселения Екатеринославского гренадерского полка.
- 8 ноября 1831 — после подавления холерного бунта в военных поселениях полки Гренадерского корпуса остаются квартировать в Новгородской губернии "на общих правилах воинского постоя"[3].
- 28 января 1833 — присоединена половина 4-го карабинерного полка.
- 2 сентября 1840 — Екатеринославский гренадерский Его Императорского Высочества Наследника Цесаревича полк.
- 19 февраля 1855 — Лейб-гренадерский Екатеринославский Его Величества полк.
- 1 июля 1861 — полк переведён в 1-ю гренадерскую дивизию.
- 25 марта 1864 — 1-й лейб-гренадерский Екатеринославский Его Величества полк.Армейские пехотные войска. Штаб-офицер 68-го пехотного Лейб-Бородинского Его Величества полка и обер-офицеры: 1-го лейб-гренадерского Екатеринославского Его Величества полка и 2-го Резервного пехотного батальона. Фельдфебель 16-го Стрелкового Его Величества батальона. 1882 г.[4]

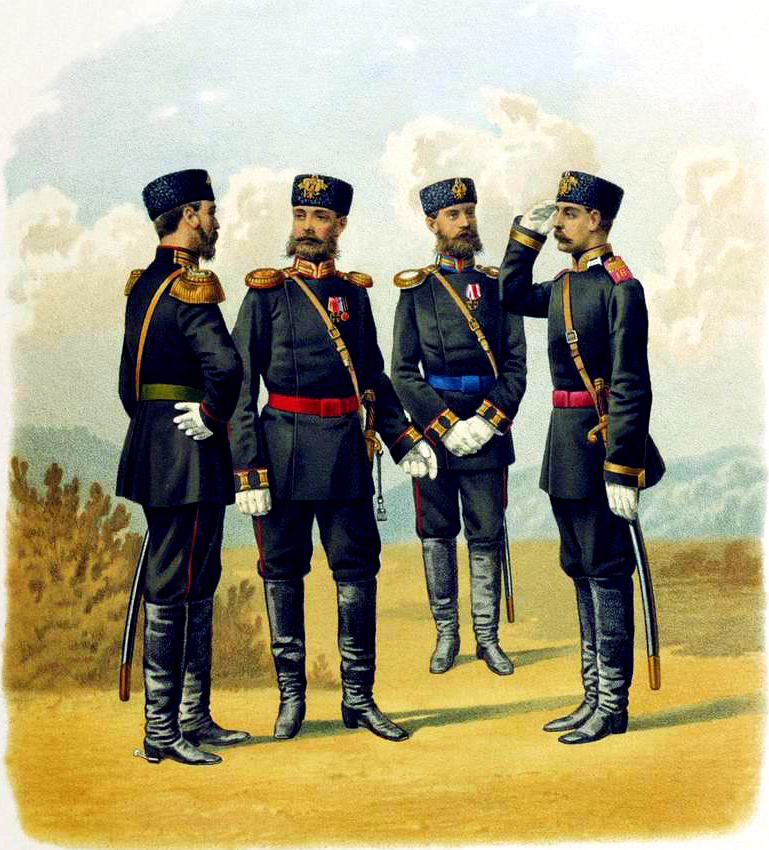
Армейские пехотные войска. Штаб-офицер 68-го пехотного Лейб-Бородинского Его Величества полка и обер-офицеры: 1-го лейб-гренадерского Екатеринославского Его Величества полка и 2-го Резервного пехотного батальона. Фельдфебель 16-го Стрелкового Его Величества батальона. 1882 г.

- 2 ноября 1894 — лейб-гренадерский Екатеринославский Императора Александра III полк.
- 1 марта 1909 — «в увековечение в армии незабвенной памяти в бозе почившего царя-освободителя Государя Императора Александра II» переименован в 1-й лейб-гренадерский Екатеринославский Императора Александра II полк.
- 4 марта 1917 — снято шефство.
- 11 марта 1918 — полк расформирован в Москве наряду с другими частями 1-й и 2-й гренадерских дивизий[5].

## Боевые походы
- Семилетняя война:

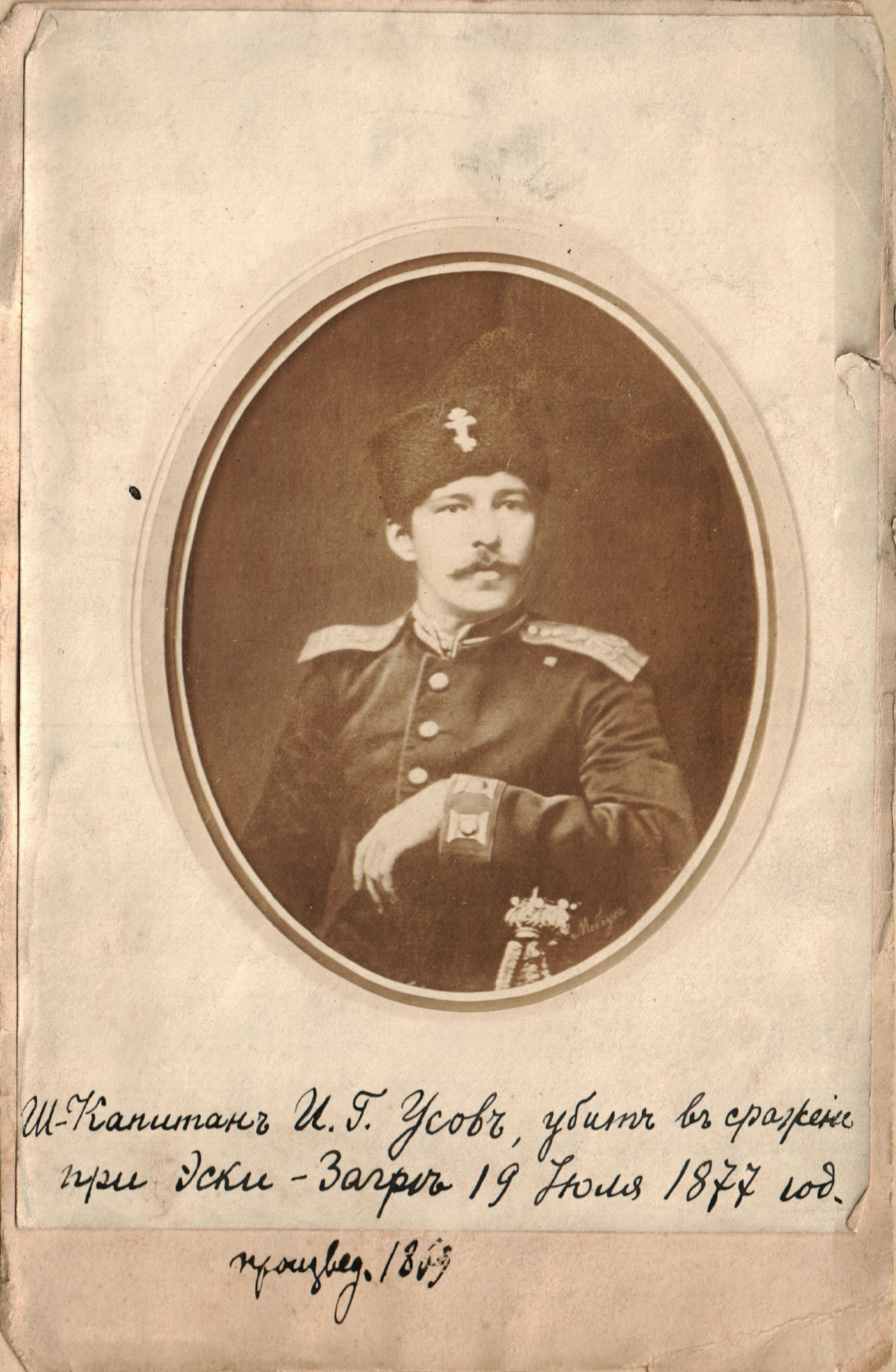
Штабс-капитан 1-го лейб-гренадерского Екатеринославского полка И. Г. Усов, служивший в 3-й дружине Болгарского ополчения и погибший в сражении при Ески-Загре 19 июля 1877 года

  - 30 августа 1757 — участвовал в сражении при Гросс-Егерсдорфе.
  - 25 августа 1758 — участвовал в сражении при Цорндорфе.
  - 12 августа 1759 — участвовал в сражении при Цюлихау и Кунерсдорфе.
  - 1760 — участвовал в осаде крепости Кольберг.
- 1805 — поход по Пруссии.
- 1806 — участвовал в сражении при Прейсиш-Эйлау.
- 1807 — участвовал в сражении при Фридланде.
- Отечественная война 1812 года:
  - 7 августа 1812 — Участвовал в сражениях при Валутиной Горе (Заболотье), Гедеонове, Колодне, Страгани.
  - 26 августа 1812 — Участвовал в Бородинском сражении, совместно с Лейб-гренадерским, Санкт-Петербургским и Павловским полками прикрывая орудия батарейной роты № 1.
  - 6 октября участвовал в сражении при Тарутино.
  - 12 октября 1812 — Участвовал в сражении при Малоярославце, р. Луже и Немцове.
- Участвовал в Заграничном походе 1813—1814 годов.
- Участвовал в сражении при взятии Парижа 19/31 марта 1814 года.
- Польский поход 1830—1831 годов.
  - В сражении при Остроленке полк совместно с 3-м карабинерным полком находился в голове передовой колонны графа Палена. Подойдя к городу, полк переправился под сильным картечным огнём по перекладинам сожжённого моста через Нарев и в продолжение 10 час. удерживал указанную ему позицию, отразив шесть неприятельских атак и взяв у противника одно орудие.
  - Первая мировая война
  - полк - активный участник Первой мировой войны, в частности, кампании 1915 г.[6][7][8][9][10]

## Шефы
- 23.02.1762 — 05.07.1762 — генерал-аншеф граф Румянцев, Пётр Александрович
- 20.10.1786[11] — 05.10.1791 — генерал-фельдмаршал светлейший князь Потёмкин-Таврический, Григорий Александрович
- хх.хх.1795 — хх.хх.1796 — великий князь Александр Павлович
- 03.12.1796 — 08.06.1797 — генерал-лейтенант (с 14.02.1797 генерал от инфантерии) Якоби, Иван Варфоломеевич
- 08.06.1797 — 28.09.1797 — генерал-майор граф Апраксин, Фёдор Александрович
- 28.09.1797 — 24.10.1799 — генерал-майор (с 11.07.1799 генерал-лейтенант) барон Остен-Сакен, Фабиан Вильгельмович
- 31.03.1801 — 24.08.1804 — генерал-майор Палицын, Николай Лукич
- 24.08.1804 — 07.03.1813 — полковник (с 18.11.1804 генерал-майор) Запольский, Андрей Васильевич
- 06.10.1831 — 02.09.1840 — генерал от инфантерии князь Шаховской, Иван Леонтьевич
- 02.09.1842 — 01.03.1881 — император Александр II
- 02.03.1881 — 21.10.1894 — император Александр III
- 26.05.1896 — 04.03.1917 — император Николай II

## Командиры
(Командующий в дореволюционной терминологии означал временно исполняющего обязанности начальника или командира).

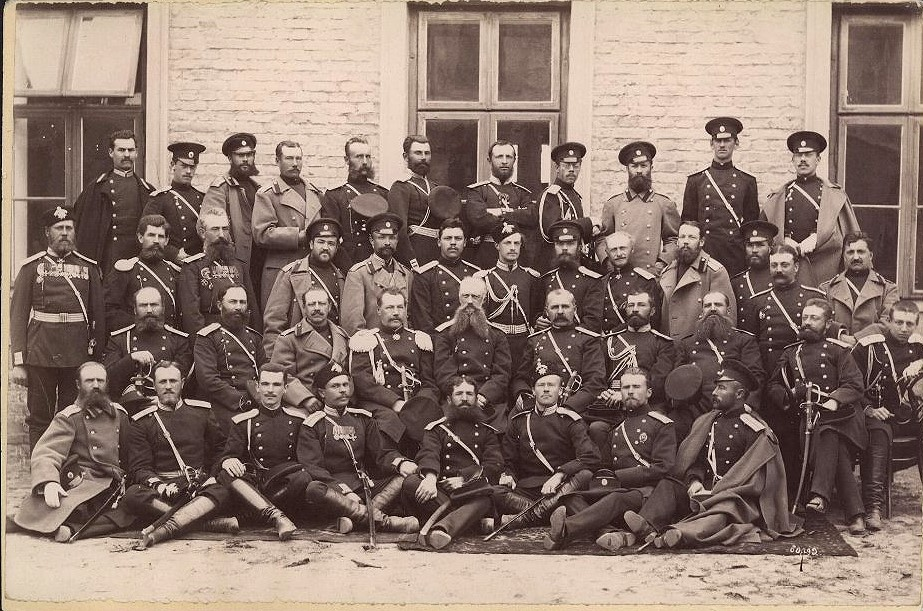
Офицеры 1-го лейб-гренад. Екатеринославского Его Величества полка. 1888—1889 гг.

- хх.хх.1756 — 01.06.1758 — полковник Сиверс, Иоахим Христианович
- 01.06.1758 — 01.01.1759 — полковник фон Брандт, Яков Ларионович
- 17.04.1763 — хх.хх.1770 — полковник (с 19.09.1769 бригадир) фон Бурман, Фёдор (Адольф) Петрович
- хх.хх.1770 — хх.хх.1770 — полковник Беклемишев, Иван
- 20.07.1770 — хх.хх.1778 — полковник (с 22.09.1775 бригадир) фон Каульбарс, Карл Иванович
- 07.01.1778 — хх.хх.1784 — полковник (с 21.04.1784 бригадир) Арбенев, Иоасаф Иевлевич
- хх.хх.1785 — хх.хх.1786— полковник Трегубов, Алексей
- хх.хх.1787 — хх.хх.1788 — полковник Жегулин, Семён Семёнович
- 16.12.1788 — хх.хх.1790 — полковник Боур, Карл Фёдорович
- 28.06.1791 — 19.07.1797 — полковник Булгаков, Егор Абрамович
- 19.07.1797 — 31.03.1801 — полковник Олсуфьев, Василий Дмитриевич
- 31.03.1801 — 19.01.1804 — полковник Ган, Алексей Фёдорович
- 19.01.1804 — 19.12.1804 — полковник Зелепуга, Пётр Фёдорович
- 04.01.1805 — 07.02.1808 — подполковник (с 23.04.1806 полковник) Турчанинов, Павел Петрович
- 31.10.1808 — 19.10.1810 — полковник Раков, Семён Ильич
- 05.10.1811 — 01.09.1814 — полковник (с 15.09.1813 генерал-майор) Криштафович, Егор Константинович
- 29.08.1814 — 01.06.1815 — подполковник Данилевский, Макар Иванович
- 01.06.1815 — 22.11.1819 — полковник Шварц, Фёдор Ефимович
- 29.11.1819 — 30.08.1824 — полковник Шульгин, Дмитрий Иванович
- 24.10.1824 — 09.07.1829 — полковник Канивальский, Иван Матвеевич
- 09.07.1829 — 05.06.1831[12] — подполковник (с 09.10.1830 полковник) Рейценштейн
- 05.06.1831 — 22.08.1832 — полковник Кашкаров
- 22.08.1832 — 14.02.1833 — командующий подполковник Чигирь, Даниил Михайлович
- 14.02.1833 — 13.11.1833 — полковник Гурьев, Семён Алексеевич
- 13.11.1833 — 01.02.1834 — полковник Гиллейн фон Гембиц, Карл Осипович
- 16.02.1834 — 18.04.1837 — полковник Степанов, Семён Петрович
- 29.04.1837 — 15.03.1850[13] — подполковник (с 17.08.1840 полковник, с 06.12.1849 генерал-майор) Штакельберг, Антон Владимирович
- 14.03.1850 — 02.11.1855 — полковник (с 08.09.1855 генерал-майор) Данзас, Александр Логинович
- 02.11.1855 — 26.03.1856[14] — флигель-адъютант полковник князь Эристов, Николай Дмитриевич
- 13.04.1856 — 19.02.1858 — флигель-адъютант полковник Дренякин, Александр Максимович
- 19.02.1858 — 12.08.1864 — полковник Малевский, Андрей Константинович
- 12.08.1864 — 30.08.1867 — полковник (с 02.09.1865 флигель-адъютант) Брант, Пётр Фёдорович
- 30.08.1867 — 17.09.1870 — полковник Розенбах, Николай Оттонович
- 17.09.1870 — 30.08.1875 — полковник Эллис, Николай Вениаминович
- 30.08.1875 — хх.хх.1880 — полковник Неелов, Николай Александрович
- 30.08.1880 — 30.08.1881 — полковник Анчутин, Пётр Николаевич
- 18.09.1881 — 19.02.1890 — полковник Прокопе, Герман Бернтович
- 19.02.1890 — 06.08.1894 — флигель-адъютант полковник Попов, Владимир Алексеевич
- 06.08.1894 — 31.10.1899 — полковник Столица, Евгений Михайлович
- 31.10.1899 — 16.06.1903 — полковник Угрюмов, Андрей Александрович
- 08.07.1903 — 25.03.1904 — полковник Маслов, Михаил Николаевич
- 25.03.1904 — 14.02.1907 — полковник Обухов, Сергей Николаевич
- 14.02.1907 — 14.10.1910 — полковник Чаплыгин, Александр Иванович
- 02.11.1911 — 04.03.1915 — полковник Стаев, Павел Степанович
- 04.03.1915 — 23.10.1915 — полковник Дзевановский, Вячеслав Андреевич
- 10.11.1915 — 10.11.1916 — полковник Беляев, Александр Иванович
- 30.12.1916 — 25.06.1917 — полковник Ассанович, Пётр Львович
- 25.06.1917 — хх.хх.хххх — полковник Трошин, Иван Андреевич

## Знаки отличия

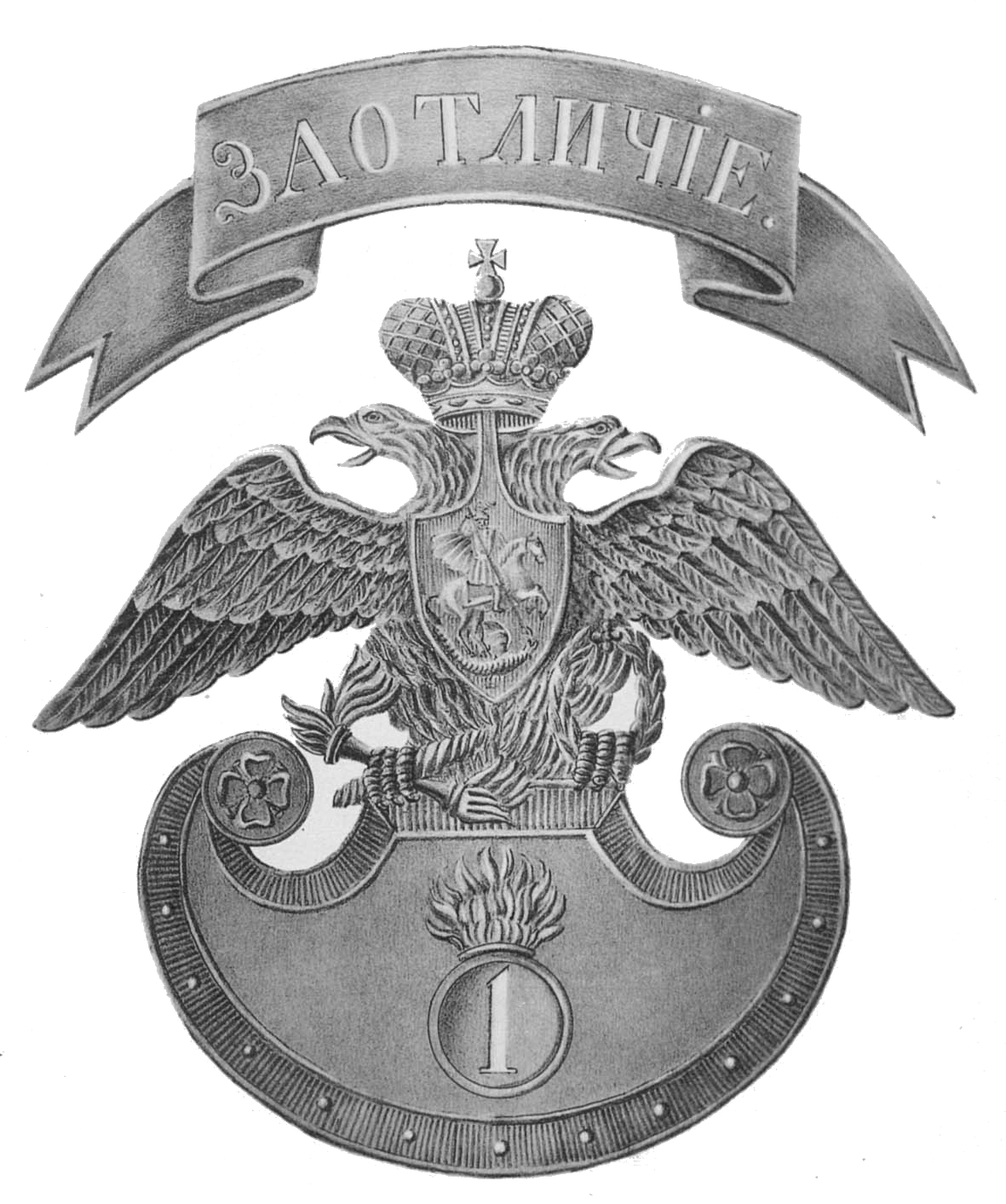
Знак отличия и киверной знак 1-го лейб-гренадерского Екатеринославского полка (образца, введённого 24 апреля 1828 года).

- Полковое знамя георгиевское, с надписями «За сражение при Аладже 3 октября и под Карсом 6 ноября 1877 г.» и «1756-1856 гг.», с Александровской юбилейною лентой. Высочайшая грамота от 26.11.1878 г.
- Знаки на головные уборы, с надписью «За отличие», пожалованные Екатеринославскому полку 30.11.1813 г. и 4-му карабинерному полку 13.04.1813 г. за подвиги в войне с французами в 1812 г., во всех 4-х батальонах.

## Нагрудный знак
Утверждён 31 октября 1907 года
Граната оксидированного серебра с золотым пламенем. Обрамлена золотым венком из лавровых и дубовых ветвей, перевязанным Георгиевской лентой, на банте которой стоит число «150». На гранату наложены соединённые вензеля Императрицы Елизаветы Петровны и Императоров Александра III и Николая II.

## Погоны

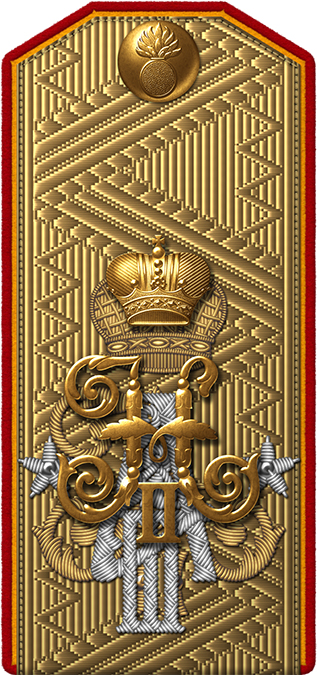
Погон генерал-майора Свиты Его величества при форме 1-го лейб-гренадерского Екатеринославского II полка, состоявшего в шефской роте. Особенность: три вензеля

Погон желтый, выпушка алая, прибор золотой. В 1 роте у нижних чинов вензель AII накладной золотой, в прочих ротах печатный алой краской.

## Бокс в полку
Одним из пионеров отечественного бокса стал поручик полка барон Михаил Кистер. В 1894 он опубликовал книгу «Руководство с рисунками. Английский бокс». Эта книга, позволявшая тренироваться самостоятельно, была необычайно популярна и неоднократно переиздавалась. В руководстве описывались приемы атакующих и защитных действий, давалось описание костюма боксёра и перчаток и т. д. В 1896 г. Кистер открыл спортивный клуб «Арена», где занимались атлетической гимнастикой(тяжёлой атлетикой), борьбой, французским и английским боксом. 15 июля 1895 на подмосковном Ходынском поле, в лагере полка были проведены первые официальные соревнования по боксу. (В их программу входила борьба, гимнастика и поднятие тяжестей). Победителем стал Сергей Ломухин, второе место занял Михаил Кистер, третье — Николай Васильев. Именно от этой даты идёт отсчёт официальной истории русского бокса. В 1900 году из-за финансовых проблем клуб «Арена» закрылся.

## Дислокация полка в 1914 году
- 1-й батальон, 5-я, 6-я, 7-я роты и учебная команда — г. Москва, Кремль, Кремлёвские казармы;
- 3-й батальон — г. Москва, Преображенская застава, Беляевские казармы;
- 4-й батальон, штаб, нестроевая рота, музыкантская команда и 8-я рота — г. Москва, Покровский плац, Покровские казармы.

## Расположение штаб-квартиры
Штаб-квартира:
1815—1827 — Духовщина (Смоленская губерния)

1820 — Перемышль (Калужская губерния)

1827—18хх — с. Должино (Новгородская губерния)

18хх—1853 — Боровичи (Новгородская губерния)

1856—1861 — Муром

1861—1863 — Кострома

1864—1914 — Москва